# Reprezentacja Francji w rugby union mężczyzn

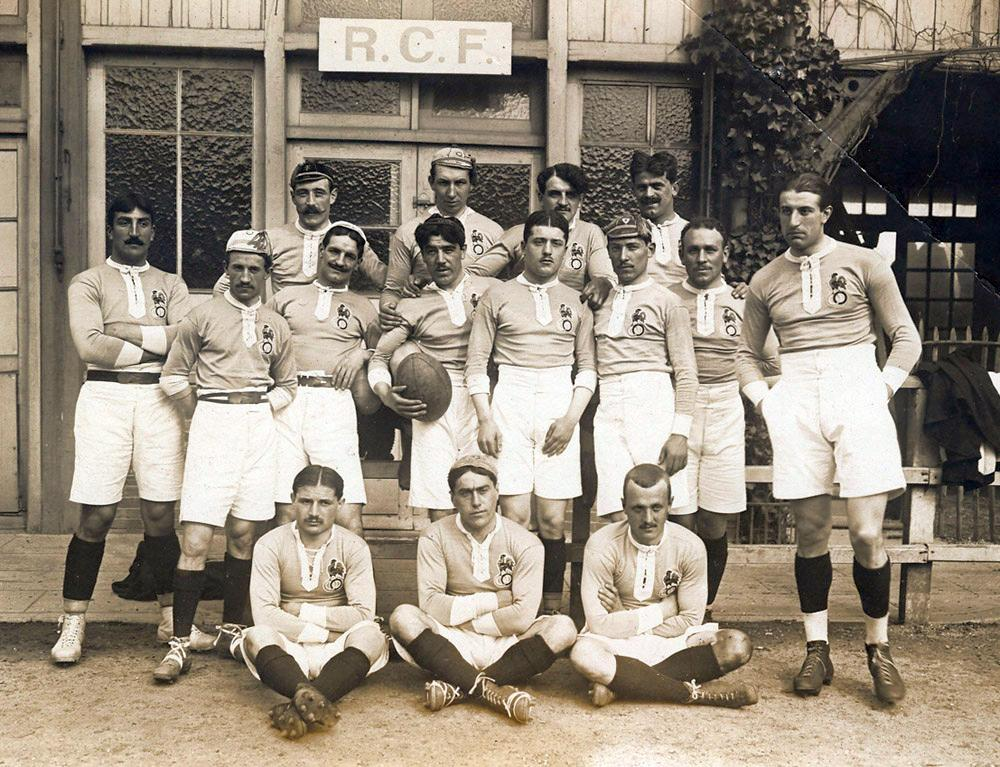
Reprezentacja Francji przed meczem z Anglią w 1904

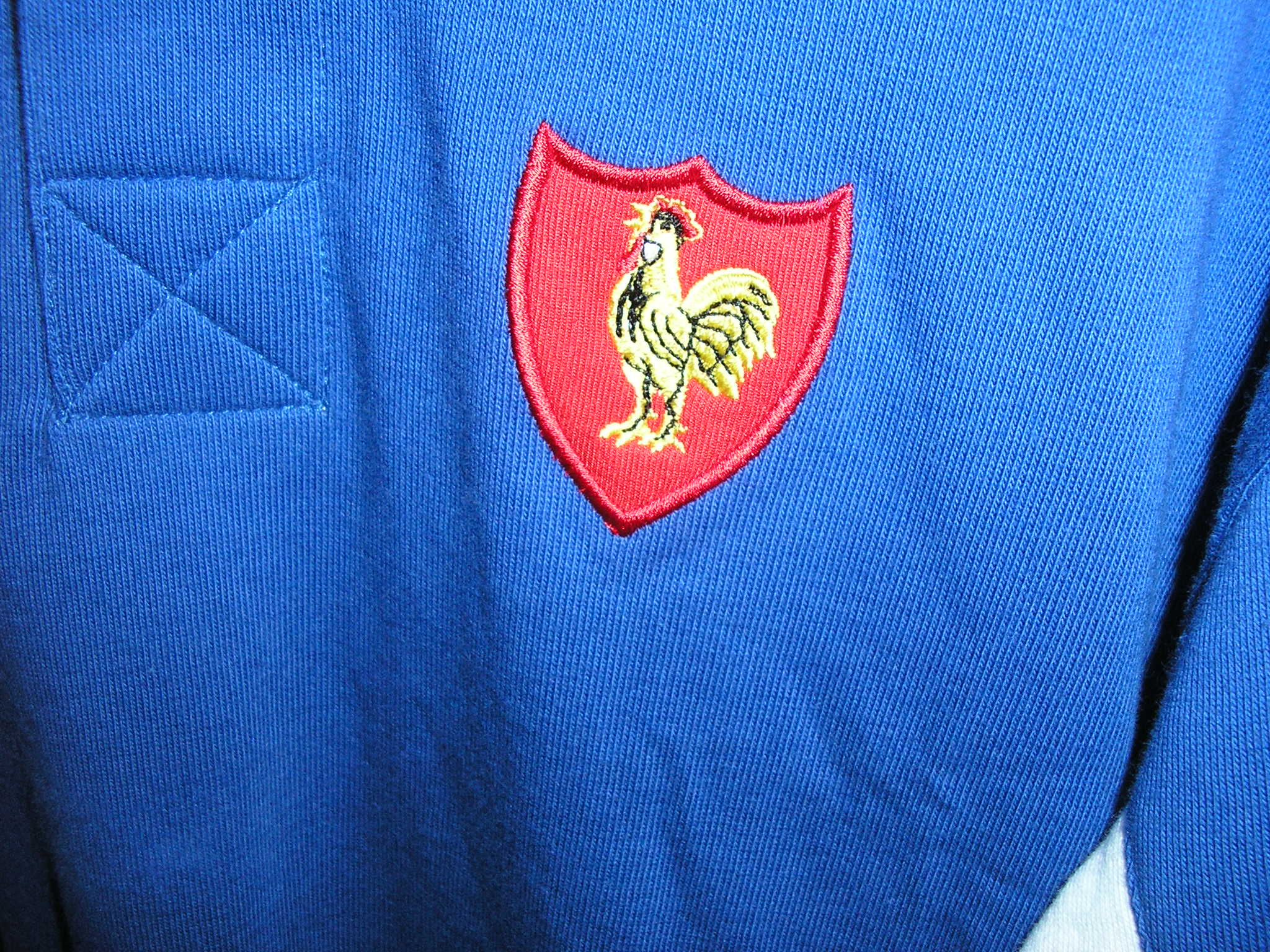
Fragment koszulki reprezentacji Francji z symbolem galijskiego koguta

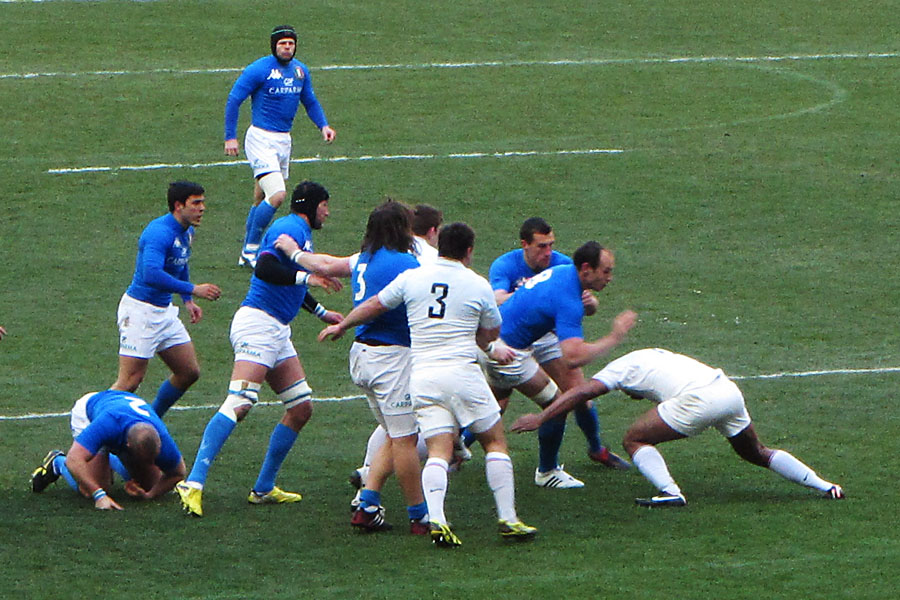
Reprezentacja Francji w rezerwowych białych strojach

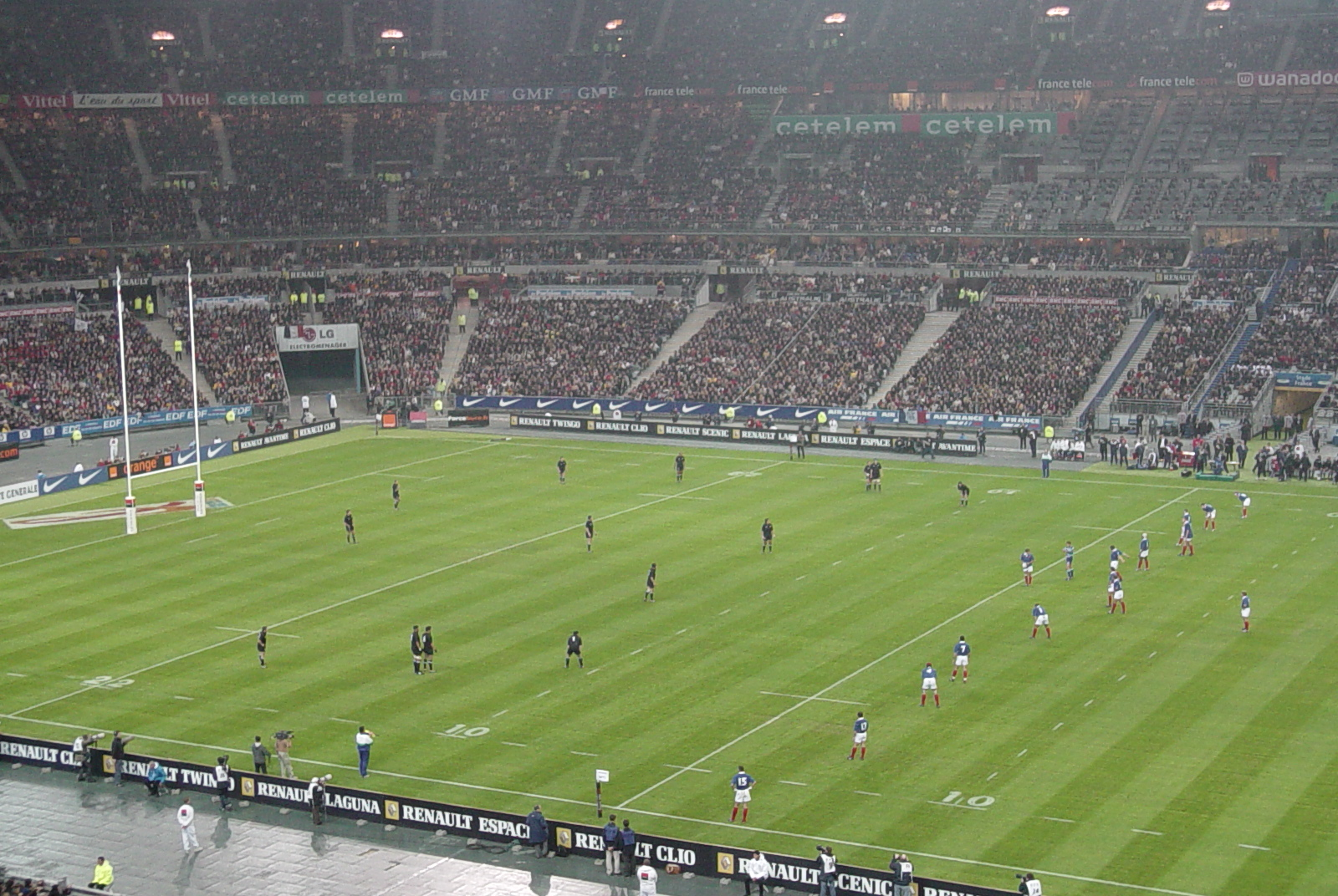
Mecz Francja – Nowa Zelandia na Stade de France w Paryżu

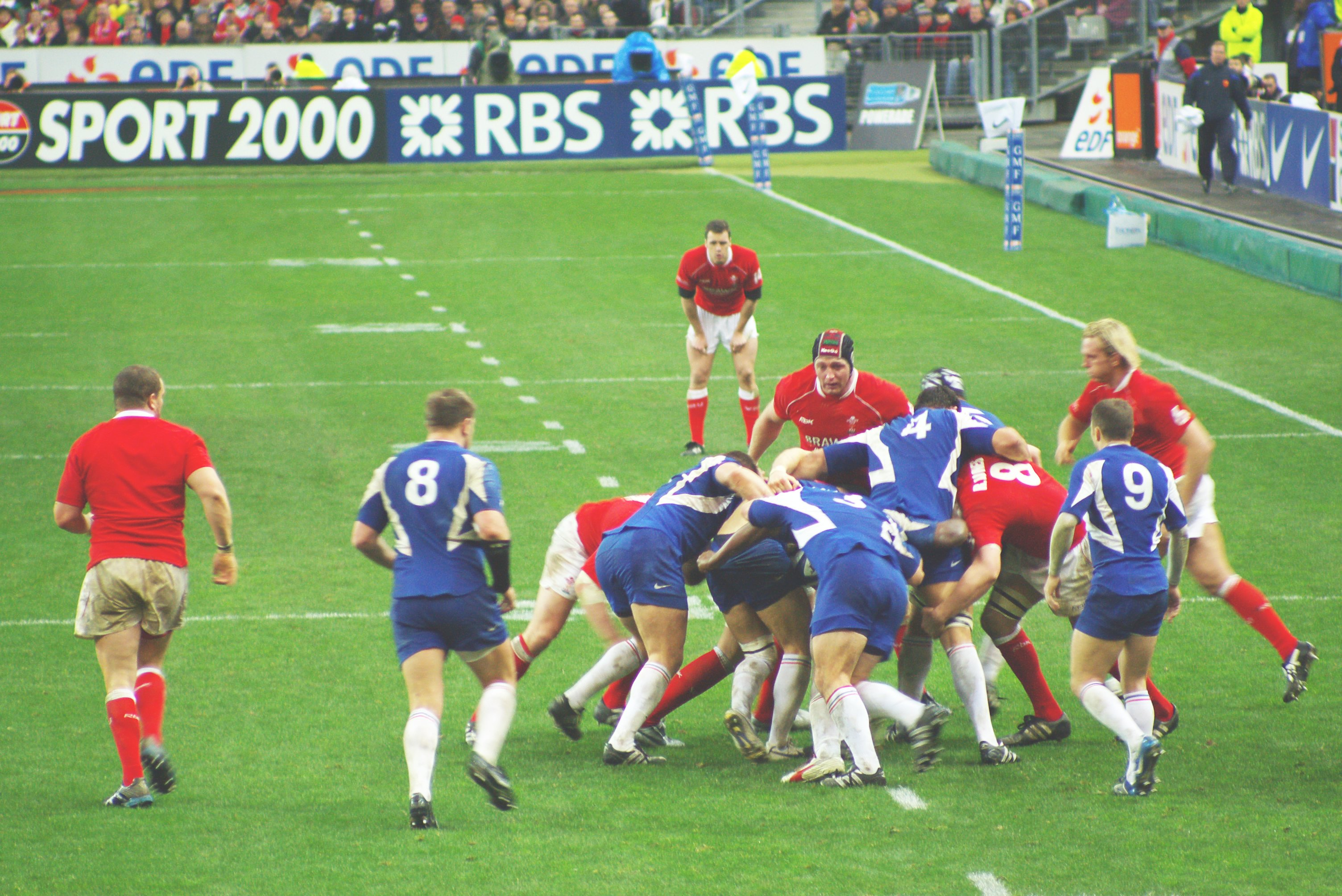
Mecz reprezentacji Francji i Walii w Pucharze Sześciu Narodów 2007

Reprezentacja Francji w rugby mężczyzn – zespół rugby union, biorący udział w imieniu Francji w meczach i sportowych imprezach międzynarodowych, powoływany przez selekcjonera, w którym mogą występować zawodnicy posiadający obywatelstwo francuskie. Za jego funkcjonowanie odpowiedzialna jest Francuska Federacja Rugby. Drużyna występuje w Pucharze Sześciu Narodów.

## Dzieje reprezentacji
Początek popularności rugby we Francji przypadł na 1872. Przyczynili się do tego angielscy kupcy i studenci. 26 lutego 1890 zespół francuski, który został wybrany przez Jansona Desailly Lyceum przegrał z międzynarodowym zespołem Bois de Boulogne. Reprezentacja Francji wystąpiła na Letnich Igrzyskach Olimpijskich 1900 w Paryżu Francuzi zdobyli złoty medal pokonując zarówno Niemców, jak i Brytyjczyków. Francja była jednak reprezentowana przez klub Union des Sociétés Français de Sports Athletiques, stąd ten występ nie jest uznawany za debiut reprezentacji.
Za pierwszy oficjalny test mecz jest uważane spotkanie rozgrywane 1 stycznia 1906 w Paryżu. Spotkanie to zakończyło się zwycięstwem reprezentacji Nowej Zelandii. Francja występowała gościnnie w rozgrywkach Home Nations. W 1910 rozgrywki przemianowano na Puchar Pięciu Narodów, w którym jednym z uczestników była Francja. W 1913 Francja zmierzyła się z Reprezentacją Południowej Afryki i przegrała to spotkanie 5:38. Francuzi zagrali również na Letnich Igrzyskach Olimpijskich 1920 i Letnich Igrzyskach Olimpijskich 1924, w obu występach zdobywając srebrne medale. Złoto na tych imprezach zdobywali reprezentanci Stanów Zjednoczonych.
Francja została wykluczona z rozgrywek Pięciu Narodów w 1932 ze względu na posiadanie ligi zawodowej, podczas gdy wymagano od uczestników wyłącznie amatorskiego uprawiania tego sportu. Spowodowało to, że Francuzi grali wyłącznie ze słabszymi rywalami, przez co w latach 1931–1936 Francja wygrała wszystkie swoje mecze. Francja została zaproszona do udziału w Pucharze Pięciu Narodów dopiero w 1939. II wojna światowa spowodowała jednak zawieszenie tych rozgrywek do 1947.
W latach pięćdziesiątych i sześćdziesiątych nastąpił rozwój francuskiego rugby. W 1954 Francuzi wygrali pierwszy raz Puchar Pięciu Narodów (ex aequo z Anglią i Walią) oraz zaliczyli udany wyjazd do Afryki. W 1959 Francuzi po raz pierwszy w historii samodzielnie zwyciężyli w turnieju Pięciu Narodów. Wygrali dwa mecze jeden zremisowali (z Anglią) i jeden przegrali (z Irlandią).
W 1958 reprezentacja Francji wyjechała do Związku Południowej Afryki, gdzie wygrała test mecz z miejscową reprezentacją. Springboks (reprezentacja Republiki Południowej Afryki) przyjechała do Paryża w 1961. Mecz został niedokończony z powodu bójki pomiędzy zawodnikami. Francuzi w 1961 wyjechali również do Nowej Zelandii i Australii, gdzie przegrali oba mecze z All Black, ale pokonali Wallabies. W 1968 Trójkolorowi zdobyli pierwszy Wielki Szlem w Pucharze Pięciu Narodów, pokonując wszystkich rywali.
W 1977 po raz drugi zdobyli Wielki Szlem. Pokonali Nowozelandczyków w Toulouse, natomiast przegrali w drugim meczu rozgrywanym w Paryżu. 14 lipca 1979, w dzień zdobycia Bastyli, Francuzi pokonali All Blacks w Eden Park in Auckland (Nowa Zelandia).
W 1981 Francja po raz trzeci zdobyli Wielki Szlem, pokonując między innymi Anglię na stadionie Twickenham. W 1987 Francuzi zdobyli Wielki Szlem po raz czwarty. Puchar ten odbył się na rok przed pierwszym Pucharem świata w rugby, który był rozgrywany w Australii i Nowej Zelandii. Na tym turnieju Francuzi trafili do grupy ze Szkocją, Rumunią i Zimbabwe. Francuzi zajęli pierwsze miejsce w grupie. W ćwierćfinale pokonali Fidżi, a w półfinale – Australię. W finale reprezentacja Francji przegrała z drugim z gospodarzy – Nową Zelandią (29:9). W 1989 Francuzi wygrali ex aequo z Walią Puchar Pięciu Narodów.
Francja była gospodarzem części meczów Pucharu Świata w Rugby 1991. Po wygraniu grupy Francuzi zostali pokonani na Parc des Princes przez głównych gospodarzy pucharu – Anglików. We wczesnych latach 90. XX wieku Francuzi tylko raz wygrali Puchar Pięciu Narodów – w 1993. W 1994 Francuzi pokonali w meczu towarzyskim Nową Zelandię. W Pucharze Świata w Rugby 1995 Francuzi przegrali w półfinale z Republiką Południowej Afryki. Natomiast w meczu o trzecie miejsce pokonali Anglię. W tym samym roku Francja rozegrała dwa mecze towarzyskie z Nową Zelandią. Francuzi wygrali 22:15 w Toulouse i przegrali 37:12 w Paryżu. W Pucharze Pięciu Narodów Trójkolorowi zdobyli Wielki Szlem zarówno w 1997, jak i w 1998. W Pucharze Świata w Rugby 1995 Francuzi pokonali w półfinale faworytów imprezy – All Blacks, jednak w finale przegrali z Australijczykami.
W 2000 po włączeniu do Pucharu Pięciu Narodów reprezentacji Włoch, rozgrywki zostały przemianowane na Puchar Sześciu Narodów. W 2002 Francuzi zdobyli po raz pierwszy od czasów rozszerzenia rozgrywek Wielki Szlem. W Pucharze Świata w Rugby 2003 w Australii, Francuzi przegrali w półfinale z późniejszym triumfatorem – Anglią. W 2004 Francuzi po raz drugi zdobyli Wielkiego Szlema w Pucharze Sześciu Narodów. Reprezentacja Francji wygrała w tych rozgrywkach także w 2006 i 2007.
W Pucharze Świata w Rugby 2007 w pierwszym meczu Francuzi przegrali 12:17 z Argentyną. Jednakże po zwycięstwie 25:3 z Irlandią zapewnili sobie awans do fazy pucharowej. W ćwierćfinale Francuzi pokonali Nową Zelandią. W półfinale jednak przegrali z Anglią 14:9 i o brąz walczyli ponownie z Argentyną. W meczu o trzecie miejsce Trójkolorowi przegrali 10:34. W 2010 Francja zdobyła Wielki Szlem w Pucharze Sześciu Narodów.
W Pucharze Świata w Rugby 2011 Francja pokonała w półfinale Walię. W finale przegrała z Nową Zelandią 7:8.

## Udział w międzynarodowych turniejach

### Igrzyska Olimpijskie
| Udział w igrzyskach olimpijskich | Udział w igrzyskach olimpijskich | Udział w igrzyskach olimpijskich | Udział w igrzyskach olimpijskich | Udział w igrzyskach olimpijskich | Udział w igrzyskach olimpijskich | Udział w igrzyskach olimpijskich | Udział w igrzyskach olimpijskich | Udział w igrzyskach olimpijskich |
| Rok                              | Runda                            | Miejsce                          | M                                | W                                | R                                | P                                | P+                               | P-                               |
| -------------------------------- | -------------------------------- | -------------------------------- | -------------------------------- | -------------------------------- | -------------------------------- | -------------------------------- | -------------------------------- | -------------------------------- |
| 1900                             | Mistrzostwo                      | 1/3                              | 2                                | 2                                | 0                                | 0                                | 54                               | 25                               |
| 1908                             | Nie brała udziału                | Nie brała udziału                | Nie brała udziału                | Nie brała udziału                | Nie brała udziału                | Nie brała udziału                | Nie brała udziału                | Nie brała udziału                |
| 1920                             | II miejsce                       | 2/2                              | 1                                | 0                                | 0                                | 1                                | 0                                | 8                                |
| 1924                             | II miejsce                       | 2/3                              | 2                                | 1                                | 0                                | 1                                | 62                               | 20                               |

### Mistrzostwa świata
| Udział w mistrzostwach świata | Udział w mistrzostwach świata | Udział w mistrzostwach świata | Udział w mistrzostwach świata | Udział w mistrzostwach świata | Udział w mistrzostwach świata | Udział w mistrzostwach świata | Udział w mistrzostwach świata | Udział w mistrzostwach świata |
| Rok                           | Runda                         | Miejsce                       | M                             | W                             | R                             | P                             | P+                            | P-                            |
| ----------------------------- | ----------------------------- | ----------------------------- | ----------------------------- | ----------------------------- | ----------------------------- | ----------------------------- | ----------------------------- | ----------------------------- |
| 1987                          | II miejsce                    | 2/16                          | 6                             | 4                             | 1                             | 1                             | 215                           | 113                           |
| 1991                          | Ćwierćfinał                   | 5/16                          | 4                             | 3                             | 0                             | 1                             | 92                            | 44                            |
| 1995                          | III miejsce                   | 3/16                          | 6                             | 5                             | 0                             | 1                             | 184                           | 87                            |
| 1999                          | II miejsce                    | 2/20                          | 6                             | 5                             | 0                             | 1                             | 210                           | 144                           |
| 2003                          | IV miejsce                    | 4/20                          | 7                             | 5                             | 0                             | 2                             | 267                           | 155                           |
| 2007                          | IV miejsce                    | 4/20                          | 7                             | 4                             | 0                             | 3                             | 227                           | 103                           |
| 2011                          | II miejsce                    | 2/20                          | 7                             | 4                             | 0                             | 3                             | 159                           | 124                           |
| 2015                          | Ćwierćfinał                   | 5/20                          | 5                             | 3                             | 0                             | 2                             | 133                           | 125                           |
| 2019                          | Ćwierćfinał                   | 5/20                          | 4                             | 3                             | 0                             | 1                             | 98                            | 71                            |
| 2023                          |                               |                               |                               |                               |                               |                               |                               |                               |

Reprezentacja Francji uczestniczyła we wszystkich edycjach Pucharu świata. W każdym turnieju awansowała z grupy do fazy pucharowej, do finału dotarła trzy razy, za każdym razem przegrywając.
W 1987 Francja trafiła w półfinale na jednych z faworytów drużynę gospodarzy Australię. Mecz o finał był rozgrywany na stadionie Concord Oval. Jest uważany za jeden z najpiękniejszych meczów pucharu świata. Początkowo Australijczycy kontrolowali sytuację, prowadzili 9:0 15:12 i 24:21. Za każdym razem Francuzi doprowadzali jednak do remisu. Po 80 minutach regulaminowego czasu gry było 24:24 i w celu wyłonienia zwycięzcy potrzebna była dogrywka. W dogrywce Francuzi zdobyli przyłożenie. Akcja zaczęła się na własnej połowie. Piłka przeszła przez ręce 11 zawodników francuskich. W końcu Serge Blanco pokonał australijskiego młynarza Toma Lawtona i zdobył przyłożenie w rogu boiska. Francja wygrała 30:24 i dostała się do finału, gdzie zmierzyła się na Eden Park z drugim z gospodarzy – Nową Zelandią. Francuzi nie odzyskali w pełni sił po wyczerpującym półfinale i przegrali znacząco 9:29.
W 1991 Francja była współgospodarzem. Francuzi po wyjściu z grupy w ćwierćfinale spotkała się z głównym gospodarzem Anglią na Parc des Princes w Paryżu. Wcześniej na Twickenham oba zespoły grały o zwycięstwo w Pucharze Pięciu Narodów oraz o zdobycie Wielkiego Szlema w tych rozgrywkach. Wówczas zwyciężyli Anglicy. Mecz w pucharze świata był bardzo brutalny. Przy stanie 10:10 Francuzi wywalczyli młyn pięć metrów od pola przyłożeń. Francuski wiązacz Marc Cecillon szykował się do przyłożenia, które miało zapewnić Francji zwycięstwo. Został jednak uderzony i powalony przez agresywny odbiór Micka Skinnera. Ten moment był przełomowym. Anglia wygrała to spotkanie 19:10 i awansowała do półfinału. Po meczu trener francuski Daniel Dubroca zaatakował nowozelandzkiego sędziego Davida Bishopa w tunelu prowadzącym do szatni, po tym meczu Dubroca podał się do dymisji.
W 1995 Francja zajęła trzecie miejsce pokonując w meczu o trzecie miejsce Anglię 19:9. Wcześniej, w półfinale, Trójkolorowi zostali pokonani przez reprezentację Republiki Południowej Afryki. W 1999 Francuzi wygrali w półfinale z Nową Zelandią. W finale Francja przegrała z Australią 12:35. W 2003 Trójkolorowi zakończyli udział w rozgrywkach na miejscu czwartym po przegranej w meczu o trzecie miejsce z Nową Zelandią. W 2007, po pokonaniu Nowej Zelandii w ćwierćfinale 20:18, Francja przegrała w półfinale z Anglią 14:9 Francuzi w meczu o trzecie miejsce przegrali z Argentyną i zajęli czwarte miejsce.

### Puchar Sześciu Narodów
Francja jest jedną z reprezentacji uczestniczących w Pucharze Sześciu Narodów (pozostałe to Anglia, Irlandia, Szkocja, Walia i Włochy). Reprezentacja Francji po raz pierwszy wystąpiła na tym pucharze w 1910. Przyjęcie Francji spowodowało przekształcenie pucharu Home Nations w Puchar Pięciu Narodów. Francuzi zostali usunięciu z pucharu z powodu posiadania zawodowej ligi w 1932. W 1939 zadecydowano o przywróceniu Francuzów. Wybuch II wojny światowej spowodował, że rozgrywki były do 1947 zawieszone. Po raz pierwszy Francuzi wygrali w pucharze w 1954, gdzie zajęli pierwsze miejsce ex aequo z Anglią i Walią. Pierwszy raz Francuzi zajęli pierwsze miejsce samodzielnie w 1959 (wygrywając puchar po raz trzeci). Francja grała również o Giuseppe Garibaldi Trophy z reprezentacją Włoch. Od 2000 Włochy zaczęły występować w Pucharze Pięciu Narodów, co spowodowało przekształcenie go w Puchar Sześciu Narodów. Natomiast określenie Giuseppe Garibaldi Trophy pozostało jako nazwa meczu Francja–Włochy, rozgrywanego w ramach tego pucharu. W ogólnej klasyfikacji Home Nations/Pucharu Pięciu Narodów/Pucharu Sześciu Narodów Francja zajmuje trzecie miejsce. Natomiast w klasyfikacji Pucharu Sześciu Narodów zajmuje pierwsze.
|                        | Anglia  | Francja | Irlandia | Szkocja | Walia   | Włochy |
| ---------------------- | ------- | ------- | -------- | ------- | ------- | ------ |
| Występy w turniejach   | 112     | 82      | 112      | 112     | 112     | 13     |
| Home Nation            | 5 (4)   | brak    | 4 (3)    | 9 (2)   | 7 (3)   | brak   |
| Puchar Pięciu Narodów  | 17 (6)  | 12 (8)  | 6 (5)    | 5 (6)   | 15 (8)  | brak   |
| Puchar Sześciu Narodów | 4       | 5       | 1        | 0       | 3       | 0      |
| Suma                   | 26 (10) | 17 (8)  | 11 (8)   | 14 (8)  | 25 (11) | 0      |
| Wielkie Szlemy         | 12      | 9       | 2        | 3       | 11      | 0      |

### Bilans ogólny

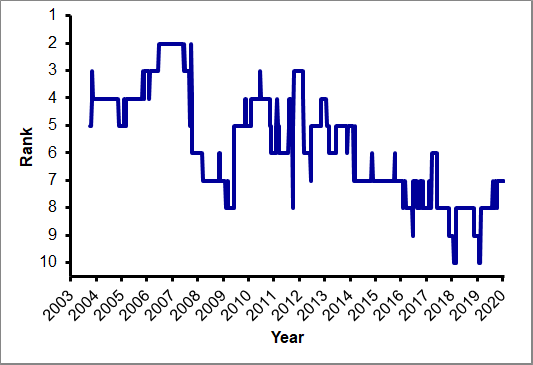
Miejsce Francji w rankingu

Według stanu na 17 marca 2012 Francja wygrała 377 z 682 testmeczów, czyli 57,55%. Kiedy w 2003 Międzynarodowa Rada Rugby (IRB) wprowadziła ranking, Francja została sklasyfikowana na piątym miejscu. W listopadzie 2003 Francja znajdowała się na miejscu trzecim, lecz w grudniu była już czwarta. W listopadzie 2004 Francuzi byli na piątym miejscu. W kwietniu 2004 awansowała na czwarte miejsce, w lipcu 2006 – na drugie miejsce w rankingu (najwyższe w historii). W czerwcu 2007 Francja spadła na trzecią pozycję, natomiast po Pucharze Świata w Rugby 2007 – na piątą.
Lista rywali w spotkaniach oficjalnych (testmeczach) do 17 marca 2012, za:
| Rywal                    | Liczba gier | Wygrane | Przegrane | Remisy | % wygranych |
| ------------------------ | ----------- | ------- | --------- | ------ | ----------- |
| Anglia                   | 96          | 37      | 52        | 7      | 38,54%      |
| British and Irish Lions  | 1           | 0       | 1         | 0      | 0%          |
| Armia Brytyjska          | 2           | 1       | 1         | 0      | 50%         |
| British Empire Forces    | 1           | 0       | 1         | 0      | 0%          |
| British Empire Services  | 1           | 1       | 0         | 0      | 100%        |
| Argentyna                | 44          | 32      | 11        | 1      | 72,73%      |
| Australia                | 41          | 16      | 23        | 2      | 39,02%      |
| Czechy                   | 2           | 2       | 0         | 0      | 100%        |
| Fidżi                    | 8           | 8       | 0         | 0      | 100%        |
| Gruzja                   | 1           | 1       | 0         | 0      | 100%        |
| Irlandia                 | 91          | 56      | 29        | 6      | 61,54%      |
| Japonia                  | 3           | 3       | 0         | 0      | 100%        |
| Kanada                   | 8           | 7       | 1         | 0      | 87,5%       |
| Namibia                  | 2           | 2       | 0         | 0      | 100%        |
| Niemcy                   | 15          | 13      | 2         | 0      | 86,67%      |
| Nowa Zelandia            | 51          | 12      | 38        | 1      | 24,53%      |
| Kiwis                    | 1           | 0       | 1         | 0      | 0%          |
| New Zealand Māori        | 1           | 0       | 1         | 0      | 0%          |
| Południowa Afryka        | 38          | 11      | 21        | 6      | 28,95%      |
| Rumunia                  | 49          | 39      | 8         | 2      | 79,59%      |
| Samoa                    | 2           | 2       | 0         | 0      | 100%        |
| Stany Zjednoczone        | 7           | 6       | 1         | 0      | 85,71%      |
| Szkocja                  | 85          | 48      | 34        | 3      | 56,47%      |
| Tonga                    | 4           | 2       | 2         | 0      | 50%         |
| Walia                    | 92          | 44      | 45        | 3      | 47,83%      |
| Wybrzeże Kości Słoniowej | 1           | 1       | 0         | 0      | 100%        |
| Pacific Islanders        | 1           | 1       | 0         | 0      | 100%        |
| Włochy                   | 33          | 31      | 2         | 0      | 93,94%      |
| Zimbabwe                 | 1           | 1       | 0         | 0      | 100%        |
| Suma                     | 682         | 377     | 274       | 31     | 55,28%      |

## Herb i stroje
Do 1912 stroje Reprezentacji Francji były białe z dwoma paskami czerwonym i niebieskim. Po pierwszym meczu wygranym przez Francję (ze Szkocją) w 1911, kapitan zespołu Marcel Communeau zaproponował dodanie do koszulki obrazu z galijskim kogutem (fr. coq gaulois). Wizerunek ten jest historycznym symbolem Francji. Kogut został wybrany zapewne ze względu na to, że jest dumnym wojowniczym zwierzęciem, które potrafi być agresywne. Symbol koguta występuje również od maja 1910 na koszulkach piłkarskiej reprezentacji Francji. Odznaka początkowo była biało-czerwona. Od 1945 zaczęła być wielobarwna. Od 1970 kogut jest złoty. Symbol używany przez francuskich piłkarzy i rugbystów został później zaadaptowany przez pozostałe reprezentacje Francji. Na Igrzyskach Olimpijskich 1920 wszystkie francuskie reprezentacje miały na strojach wizerunek koguta z kołami olimpijskimi. Kogut stał się przez to dobrze rozpoznawalnym symbolem francuskiego sportu i w efekcie na francuskich zawodników zaczęto mówić les coqs (koguciki). Kibice zaczęli przed meczami wypuszczać na boisko koguta.
Reprezentacje Francji (w różnych sportach drużynowych) grają w strojach składających się z niebieskich koszulek, białych spodenek i czerwonych skarpet. Kolory te są nawiązaniem do flagi. Ze względu na stroje reprezentacje mają przydomek les tricolores (trójkolorowi). Ze względu na dominację niebieskiego powstał drugi przydomek nawiązujący do koloru strojów – les Bleus (niebiescy). Drugi strój reprezentacji używany jest wówczas, gdy gospodarze mają niebieskie koszulki; jest całkowicie biały z niebieskimi dodatkami. Od 1 lipca 2012 partnerem technicznym reprezentacji Francji jest niemiecka firma Adidas.

## Stadion
W przeszłości reprezentacja Francji rozgrywała mecze rugby jako gospodarz na Parc des Princes lub Stade Olympique de Colombes, oba obiekty znajdują się w Paryżu. Stade Olympique de Colombes był głównym stadionem rugby podczas Igrzysk Olimpijskich 1924.
Od 1997 głównym stadionem reprezentacji Francji jest Stade de France w Saint-Denis. Na tym stadionie odbywają się mecze w Pucharze Sześciu Narodów. Pojemność trybun wynosi 80 tys. W latach 2005–2008 Trójkolorowi grali również na Stade Gerland (Lyon), Stade Vélodrome (Marsylia); Stade de la Beaujoire (Nantes), Stade Bonal (Sochaux) i Stadium Municipal (Toulouse).

### Stadiony podczas pucharów świata
Podczas Pucharu Świata w Rugby 1991 (Francja była współgospodarzem tej imprezy) rozgrywano mecze grupowe w Béziers, Bajonnie, Grenoble, Tuluzie, Brive i Agen. Natomiast na Parc des Princes i Stadium Lille-Metropole rozgrywano ćwierćfinały. Podczas Pucharu Świata w Rugby 1999 (Francja również była współgospodarzem) grano w Béziers, Bordeaux i Tuluzie. Jeden mecz drugiej rundy był rozgrywany na Stade Félix Bollaert oraz jeden ćwierćfinał na Stade de France.
Francja była głównym gospodarzem Pucharu Świata w Rugby 2007 (część meczów odbyła się w Walii i Szkocji). Rozgrywano wówczas mecze w: Bordeaux (Stade Chaban-Delmas), Lens (Stade Félix Bollaert), Lyon (Stade Gerland), Marsylii (Stade Vélodrome), Montpellier (Stade de la Mosson), Nantes (Stade de la Beaujoire), Paryżu (Stade de France, Saint-Denis i Parc des Princes), Saint-Étienne (Stade Geoffroy-Guichard) i w Tuluzie (Stadium de Toulouse). Finał był rozgrywany na Stade de France.

## Trenerzy
Początkowo w rugby nie występowała funkcja trenera. W czasach, gry rugby było sportem amatorskim, funkcje trenera (ustalanie taktyki, składu, zmian oraz prowadzenie treningów) pełnił kapitan zespołu. Z tego względu nie ma w tym okresie listy selekcjonerów. W latach późniejszych, mimo że drużyny posiadały już trenerów, którzy nie grali, to funkcja kapitana nadal miała duże znaczenie.
Pomiędzy 1973 a 1980 trenerem reprezentacji był Jean Desclaux, mimo tego najważniejszą rolę w późnych latach 70. miał Jacques Fouroux. Fouroux grał jako Łącznik młyna i był kapitanem zespołu francuskiego podczas Pucharu Pięciu Narodów w 1977. Wówczas Francuzi zaczęli grać bardzo ofensywnie, co zaowocowało zdobyciem Wielkiego Szlema. Efektywny styl „drużyny Fourouxa” był krytykowany ze względu na zbyt dużą różnicę w stosunku do tradycyjnego ataku reprezentacji Francji. Fouroux dostał przydomek „Mały Kapral” taki sam jak Napoleon Bonaparte. Fouroux został następcą Desclauxa w 1981 w wieku 33 lat. Jako trener kontynuował stosowanie ofensywnej taktyki, co spowodowało sześć zwycięstw w Turniejach Pięciu Narodów, w tym dwa ze zdobyciem Wielkiego Szlema. Fouroux zrezygnował z funkcji w 1990 po porażce z Rumunią.
Następcą Fourouxa został Daniel Dubroca, który prowadził zespół na Pucharze Świata w Rugby 1991. Kadencja Dubroki była krótka. Trener podał się do dymisji po porażce z Anglią w ćwierćfinale Pucharu Świata. Nastęcą Dubroki był Pierre Berbizier, który prowadził zespół do Pucharu Świata w Rugby 1995. Berbiziera zastąpił Jean-Claude Skrela, który doprowadził Francję do Wielkich Szlemów w Pucharze Pięciu Narodów w 1997 i 1998. Skrela prowadził jeszcze zespół w Pucharze Pięciu Narodów w 1999 Oficjalnie do dymisji podał się po porażce z Australią w finale Pucharu Świata w Rugby 1999. Jego następca Bernard Laporte objął drużynę narodową dopiero w listopadzie. Laporte prowadził zespół Francji podczas Pucharów Świata w Rugby 2003 i 2007, zanim został Sekretarzem Stanu ds. Sportu. Prezydent FFR Bernard Lapasset desygnował trenera tymczasowego, którym został Marc Lièvremont. Lièvremont prowadził zespół w Pucharze Świata w Rugby 2011. Kadencja Lièvremonta spowodowała niezadowolenie zawodników ze względu na nie jasne zasady selekcji. Z drugiej strony drużyna wygrała prestiżowy mecz towarzyski z Nową Zelandią i Republiką Południowej Afryki oraz zdobyła Wielki Szlem w Pucharze Sześciu Narodów 2010. Jak również przegrała 16:59 z Australią w Paryżu, 21:22 z Włochami w Pucharze Sześciu Narodów 2011 Six Nations oraz 14:19 z Tonga podczas Pucharu Świata w Rugby 2011. W sierpniu 2011 przed Pucharem Świata nowym trenerem został Philippe Saint-André, który ma prowadzić zespół podczas Pucharu Świata w 2015.
| Trener               | Lata      |
| -------------------- | --------- |
| Jean Prat            | 1964–1968 |
| Fernand Cazenave     | 1968–1973 |
| Jean Desclaux        | 1973–1980 |
| Jacques Fouroux      | 1981–1990 |
| Daniel Dubroca       | 1990–1991 |
| Pierre Berbizier     | 1991–1995 |
| Jean-Claude Skrela   | 1995–1999 |
| Bernard Laporte      | 1999–2007 |
| Marc Lièvremont      | 2007–2011 |
| Philippe Saint-André | 2011–     |